# Batavia (New York)
Batavia város az USA New York államában. Lakosainak száma 15 600 fő (2020. április 1.).

## Népesség
A település népességének változása:

| 2010 | 15 465 |
| 2020 | 15 600 |